# Boophis periegetes
Boophis periegetes Cadle, 1995 è una rana della famiglia Mantellidae, endemica del Madagascar.

## Distribuzione e habitat
L'areale di questo endemismo malgascio non è stato ancora definito con esattezza. La sua presenza è stata documentata con certezza solo nella foresta pluviale di Ranomafana, nel Madagascar sud-orientale, ad altitudini comprese tra 800 e 1.100 m s.l.m.; ci sono segnalazioni sulla sua presenza anche nelle foreste di Andohahela, Andringitra e Kalambatritra.